# Jean Turco (photographe)
 (mai 2011).
Si vous disposez d'ouvrages ou d'articles de référence ou si vous connaissez des sites web de qualité traitant du thème abordé ici, merci de compléter l'article en donnant les références utiles à sa vérifiabilité et en les liant à la section « Notes et références ».
Pour les articles homonymes, voir Jean Turco.
Ne doit pas être confondu avec Jean Turcot.
Jean Turco, né en 1948, est un photographe académique français spécialisé dans les expositions de photos artistiques de nu et de portrait. Il est aussi l'auteur de nombreux livres sur la pratique de la photographie.

## Biographie
Jean Turco, sociétaire de la Société des artistes français, est spécialisé dans le portrait et le nu. Outre ses travaux pour la publicité, il réalise de nombreuses recherches personnelles pour les galeries et les expositions (plus de 130 ces dernières années : Art en Capital au Grand Palais, Paris-Photo, Beijin-Photo (Pékin), Musée Lenine à Ullianov Russie, Musée national de la République du Kasakhstan à Astana, etc.).
Maître de stage, il dirige ou organise des ateliers et workshop, ainsi que des événements comme le happening « Portraits nus » au Festival européen de la photo de nu à Arles.
Jean Turco est par ailleurs le président d'@rtis.

## Matériel de prise de vue
Il utilise principalement une Sinar P2, chambre technique en format 8 × 10 inches qui utilise des films argentique de 20 × 25 centimètres qu’il traite personnellement dans son laboratoire.

### Expositions
2019
- Chine - Guiyang - Septembre 2019
- Chine - DuYun - Salon international de la photographie
- Paris - Galerie Anne & Just Jaeckin - " Le fauteuil d'Emmanuelle " - Collective - Mai/juin 2019
- Paris - Galerie Rémy Haardt - 34 Bonaparte - Natures mortes - Personnelle - avril 2019
- Sacile (Tv) - Imaginario Gallery - International photographers - mars/avril 2019
- USA - Portland (Oregon) Black Box Gallery - Collective - février 2019

2018
- Chine - Mongolie - Baotou - Octobre 2018
- Chine - Photo-Beijin - Octobre 2018
- Sacile (Tv)- Imaginario Gallery - septembre 2018
- Venise - Art Factory - septembre / octobre 2018
- Mirano (Ve) Italy -  PaRDeS -  septembre / octobre 2018
- Venise - Art Factory - Juin / juillet 2018
- Mirano (Ve) Italy -  PaRDeS - Mai / Juillet 2018

2017
- Chine - Photo-Beijin 2017 - invité d'honneur - Pékin - octobre 2017
- Chine - Centre des Expositions Internationales de Pékin - octobre 2017
- Paris - Espace Commines -  Exposition Fan Ya Ping - septembre 2017
- Chine - Guiyang - Salon de la photographie - Aout 2017
- Chine - Du Yun - Salon international de la photographie - Aout 2017
- Kasakstan - National Museum of the Republic of Kasakstan - Juillet 2017
- Italie - Polcenigo - Palais Scolari-Salice - Avril 2017
- Chine - Centre des Expositions internationales de Pékin - Mars 2017
- Paris - Grand Palais - Art en Capital - février 2017

2016
- Paris - Galerie Just Jeackin - Café de Flore  - septembre - décembre 2016
- Paris - Galerie Just Jeackin - Liberté - juin/juillet 2016

2015
- Paris - Grand palais - Art en Capital - novembre 2015
- Venise-Mestre - Centro Candiani - Collective - mai/juin 2015
- Les Baux de Provence - Galerie La Citerne - mai 2015
- Arles - Festival Européen de la Photo de Nu - Galerie de l'image - mai 2015
- Pordenone - La photographie Française du 20e siècle Palais de la province  - collective - mai 2015
- Pordenone - Espace Kosmic - personnelle - février - mai 2015
- Paris - Atelier Henri Pinta - personnelle - avril 2015
- Paris - Galerie Just Jeackin - collective - avril 2015

2014
- Paris - Grand Palais, Art en Capital, novembre 2014
- Paris - Salon de la photo 2014 Master Class avec MMF pro - novembre 2014
- Pordenone - Espace Kosmic - novembre 2014 - février 2015
- Paris - Grand Palais - Art en Capital - novembre 2014
- Venise - Artelaguna  - personnelle - juillet 2014
- Pordenone - Villa Ottoboni - Happening + personnelle - juin 2014
- Les Baux de Provence -  Espace Porcelet -  personnelle  - Avril / mai / juin 2014 -

2013
- Paris - Art en Capital - Grand Palais - décembre 2013 - médaille d'honneur attribuée par la Société des artistes français
- Porcia - Villa Dolfin - Happening + personnelle - août 2013
- Brugnera - Villa Varda - Happening + personnelle - août 2013
- Piancavallo - Arte in montagna - 8 espaces pour 162 photos de Jean Turco - Août 2013
- Arles, espace Ilford, Festival européen de la photo de nu, mai 2013

2012
- Paris, Salon de la Photo, Espace Ilford, novembre 2012
- Les Baux de Provence - Festival européen de la photo de nu - mai 2013
- Paris - Art en Capital - Grand Palais - novembre 2012 - médaille d'or attribuée par la Société des artistes français
- Russie, Oulianovsk, Master Class, octobre 2012
- Russie, Museum-memorial of V.I. Lenin, Oulianovsk, collective, octobre 2012
- Les Baux-de-Provence, Festival européen de la photo de nu, Happening, maître de stages. mai 2012

2011
- Pordenone - Lyons Club International & Day Hospital - Personnelle - septembre/décembre 2011
- Venise - Laura Martinelli Gallery - septembre 2011
- Porcia - Villa Correr Dolfin - Collective - août 2011
- Motta di Livenza - Vedere Oltre - juin 2011
- Les Baux-de-Provence - Festival européen de la photo de nu - mai 2011
- Paris - Art en Capital - Grand Palais - novembre 2010 - Prix Niepce de la Société des artistes français
- Pordenone - Ex-convento San Francesco - décembre 2010/janvier 2011 - Collective
- Chalon-sur-Saône - Entrée dans les collections du Musée de la photographie Nicéphore-Niépce, d'une série de photographies réalisées pour BMW lors de Paris Photo.

2001-2010
- Pordenone - Castello di Torre, collective, juillet 2010
- Arles/les Baux - Festival européen de la photo de nu - Happening/exposition personnelle - mai 2010
- Venise - ACG 33 - février 2010 - personnelle
- Paris - Paris photo - Carrousel du Louvre - Collective - novembre 2009
- Paris - Grand Palais - Art en Capital 2009 - Collective - novembre 2009
- Torre di Pordenone - Castello - juillet-août 2009 - collective
- Festival européen de la photographie de nu à Arles - mai 2009, exposant et maître de stages.
- Maurep'Art - Mars 2009 - collective.
- Aviano - Casa riposo - février 2009 - personnelle
- Venise / Mestre - Galerie photomarket - collective - février 2009
- Azzano decimo - l'Art conceptuel no 2 - Collective - février 2009.
- Paris – Art en Capital au Grand Palais – Collective - novembre 2008 – (médaille d’argent)
- Pordenone – Caffè letterario – novembre 2008 - personnelle
- Venise -Marghera – Auditorium Monteverdi - novembre 2008 - collective -
- Motta Di Livenza – La Castella – novembre 2008- personnelle
- Pordenone – Al Convento- octobre 2008 - Personnelle
- Torre di Pordenone – Castello – juillet 2008– collective_
- Porcia – Villa Dolfin – Collective – juillet 2008
- Maurepas – Maurep’art – avril 2008- collective
- Motta di Livenza – La Castella - février 2008– collective
- Pordenone – janvier 2008 – collective
- Prata di Pordenone - janvier 2008– Personnelle
- Sacile – janvier 2008- collective
- Venise / Mestre – janvier 2008– collective
- Pordenone – Santa Maria degli angeli – personnelle - décembre 2007
- Paris Grand Palais – Salon des artistes français – novembre 2007 - collective
- Troyes – Mairie - septembre 2007– personnelle
- Pordenone - Convento – août 2007– personnelle
- Porcia – Villa Dolfin - aout 2007– collective
- Torre di Pordenone – juillet 2007– collective
- Saint-Laurent-du-Var – Mairie – mars 2007– Collective (invité d’honneur)
- Maurepas – mars 2007– Maurep’art – Collective
- Paris – novembre 2006– Artistes français au Grand Palais – collective - (prix Jacques Villon)
- Buenos Aires – Salon Adams - permanente – collective
- Paris – octobre 2006– salon art du nu - collective
- Pordenone – Al Convento – août 2006 – personnelle
- Erto & Casso – Cas’ 06 - collective – août 2006
- Barcis – personnelle – juillet 2006
- Arles – juillet 2006- collective
- Bièvres – juin 2006– collective
- San Francisco – mai 2006- Personnelle
- Paris – la Cyclade – avril 2006– collective
- Maurepas – Maurep’art – avril 2006– collective
- La Verrière – mars 2006- personnelle
- Venise – San Stefano - février 2006– collective
- Paris – Table d’Hélène – janvier 2006- personnelle
- Viroflay – l’Ecu d’Or - janvier 2006– collective
- Venise-Marghera, - novembre 2005, collective
- Paris : Salon des artistes français – octobre 2005– collective
- Orgeval – Galerie Art de vivre, Permanente.
- Pordenone, Juillet 2005, personnelle
- Venise-Mestre, juillet 2005, personnelle
- Bievres – juin 2005- collective
- Maurep’art – avril 2005– collective – (Prix du Jury pour l’ensemble de ses travaux)
- Paris – Table d’hélène - mars 2005- personnelle
- Paris – janvier 2005– collective
- Rennes – janvier 2005- Personnelle
- Guerville – décembre 2004- personnelle
- Paris – Salon des Artistes Français – octobre 2004– collective (médaille de bronze)
- Pordenone – Juillet 2004– personnelle
- Bièvres – juin 2004– Collective
- Paris – Table d’hélène – juillet 2004– Personnelle
- Solligheto – Centro Arte Visive - mai 2004- Collective
- Paris – La Cyclade – mai 2004– Collective`
- Maurepas – Maurep’art – mars 2004– Collective
- Paris – Table d’Hélène – février 2004– personnelle
- Mogliano-Veneto – Septembre 2003– Collective
- SanGiovanni al Natisone, mars 2003– collective
- Venise Marghera, janvier 2003– Collective
- Venise Mestre, janvier 2003– personnelle
- Bièvres, - foire internationale de la photo - juin 2003- personnelle

## Prix, récompenses
- 2015 : Art en Capital au Grand Palais - Prix de la Maison européenne de la photographie (M. E. P.)
- 2013 : Art en Capital au Grand Palais - médaille d'honneur de la Société des artistes français
- 2012 : Art en Capital au Grand Palais - médaille d'or de la Société des artistes français
- 2010 : Art en Capital au Grand Palais - Prix Niepce de la Société des artistes français
- 2008 : Grand Palais - Médaille d'argent de la Société des artistes français
- 2006 : Prix Jacques Villon au Salon de la Société des artistes français
- 2005 : Maurep'art - Prix du jury pour l'ensemble de ses travaux
- 2004 : Paris – Médaille de bronze de la Société des artistes français